# Supercoppa italiana 2021 (pallacanestro femminile)
La Supercoppa italiana 2021, anche nota come Famila Cup 2021 per ragioni di sponsorizzazione, è stata la 26ª edizione della competizione e si è disputata nel formato delle Final Four.
Il Torneo è stato vinto per la dodicesima volta dalla Famila Schio, che ha sconfitto in finale la Reyer Venezia per 67-64.

## Squadre partecipanti
- Reyer Venezia,  campione d'Italia 2020-21
- Famila Schio,  vincitrice della Coppa Italia 2021
- Virtus Bologna, semifinalista dei play-off scudetto e della Coppa Italia
- Eirene Ragusa, semifinalista dei play-off scudetto e della Coppa Italia

## Risultati

### Tabellone
|  | Semifinali     | Semifinali |  |               | Finale       | Finale |
|  |                |            |  |               |              |        |
|  | Reyer Venezia  | 69         |  |               |              |        |
|  | Reyer Venezia  | 69         |  |               |              |        |
|  | Virtus Bologna | 61         |  |               |              |        |
|  | Virtus Bologna | 61         |  | Reyer Venezia | 64           |        |
|  |                |            |  | Reyer Venezia | 64           |        |
|  |                |            |  |               | Famila Schio | 67     |
|  | Famila Schio   | 99         |  |               | Famila Schio | 67     |
|  | Famila Schio   | 99         |  |               |              |        |
|  | Eirene Ragusa  | 57         |  |               |              |        |
|  | Eirene Ragusa  | 57         |  |               |              |        |

### Semifinali
| Schio 27 settembre 2021, ore 17:30 CEST                                       | Umana Reyer Venezia | 69 – 61 (17-23, 28-37; 50-47) referto | Virtus Segafredo Bologna | PalaRomare (100 spett.) |
| \| \| \| \| \| Bestagno 19 Petronytė 17 \| Punti \| 17 Battisodo 14 Dojkić \| |                     |                                       |                          |                         |
|                                                                               |                     |                                       |                          |                         |
| Bestagno 19 Petronytė 17                                                      | Punti               | 17 Battisodo 14 Dojkić                |                          |                         |

| Schio 27 settembre 2021, ore 20:15 CEST                                       | Famila Wuber Schio | 99 – 57 (25-16, 46-38; 71-53) referto | Passalacqua Ragusa | PalaRomare (700 spett.) |
| \| \| \| \| \| Grigalauskytė 19 Soattana 18 \| Punti \| 19 Taylor 15 Romeo \| |                    |                                       |                    |                         |
|                                                                               |                    |                                       |                    |                         |
| Grigalauskytė 19 Soattana 18                                                  | Punti              | 19 Taylor 15 Romeo                    |                    |                         |

### Finale
| Arbitri: | Claudio Di Toro (Perugia) Fabio Bonotto (Ravenna) Rebecca Di Marco (Ferrara) |

|                     |          |                    |
| Andrè 15 Sottana 13 | Punti    | 16 Anderson 13 Pan |
| Sottana 8           | Assist   | 5 Petronytė        |
| Andrè 8             | Rimbalzi | 10 Carangelo       |

## Squadra vincitrice
Famila Wüber Schio (12º titolo): Beatrice Del Pero, Giorgia Sottana, Sandrine Gruda, Costanza Verona, Martina Crippa, Monika Grigalauskytė, Olbis Futo Andrè, Francesca Dotto, Jasmine Keys, Kitija Laksa. Allenatore: Georgios Dikaioulakos.